# Sweet Soul Music
Sweet Soul Music är en soullåt komponerad av Arthur Conley och Otis Redding. Den blev en internationell hitsingel och Conleys största singelframgång. Låten namngav även Arthur Conleys debutalbum som släpptes samma år.
Den byggde på Sam Cookes låt "Yeah Man". Därför lades Cooke till som kompositör i efterhand. Introt var inspirerat av Elmer Bernsteins tema till TV-serien The Magnificent Seven. Låtens text är en hyllning till soulmusik och soulmusiker. Flera kända artister inom musikstilen nämns i texten. Sam & Dave, Otis Redding, James Brown, Wilson Pickett, och Lou Rawls hyllas, och James Brown omnämns som "kungen av dem alla". I låten nämns och citeras också några soullåtar, "Going to a Go-Go" (av The Miracles), "Love Is a Hurtin' Thing" (Lou Rawls), "Hold On, I'm Comin" (Sam & Dave), "Mustang Sally" (Wilson Pickett), och "Fa-Fa-Fa-Fa-Fa (Sad Song)" (Otis Redding).
Låten finns med på Ike and Tina Turners livealbum What You Hear Is What You Get från 1971. Låten spelades 1977 in som b-sida till The Jams singel "The Modern World".
För övrigt användes trumpetsolot i låten (inklusive utropet "Spotlight!" i slutet) som signaturmelodi till det svenska pop-tv-programmet Spotlight runt 1970.

## Listplaceringar
| Lista (1967)   | Position          |
| -------------- | ----------------- |
| Australien     | 29 (Go Set)       |
| Danmark        | 16 (DR "Top 20")  |
| Kanada         | 5 (RPM)           |
| Nederländerna  | 11                |
| Storbritannien | 7                 |
| Sverige        | 12 (Kvällstoppen) |
| Sverige        | 6 (Tio i topp)    |
| USA            | 2                 |
| Västtyskland   | 29                |